# Échenilleur de Java
Coracina javensis
Espèce
Statut de conservation UICN

 LC  : Préoccupation mineure
L’Échenilleur de Java (Coracina javensis) est une espèce asiatique de passereaux de la famille des Campephagidae.

## Habitat
Il fréquente les forêts humides tropicales et subtropicales en plaine.

## Répartition et sous-espèces
Selon la classification de référence du Congrès ornithologique international (15.1, 2025) il se répartit en six sous-espèces (ordre phylogénique) : 
- C. j. javanensis (Horsfield, 1821) — Java et Bali
- C. j. nipalensis (Hodgson, 1836) — Himalaya ;
- C. j. andamana (Neumann, 1915) — îles Andaman ;
- C. j. siamensis (Baker, ECS, 1918) — Yunnan, Indochine et sud de la péninsule Malaise ;
- C. j. larvivora (Hartert, 1910) — Hainan ;
- C. j. rexpineti (Swinhoe, 1863 — sud-est de la Chine, Taïwan, nord du Laos et du Viêt Nam.